# SBS Sportmagazine
SBS Sportmagazine is een sportprogramma dat rond 2006 elke zondag werd uitgezonden op SBS6. In dit programma werden allerlei sporten belicht en bezocht en werden ook allerlei sportverenigingen in Nederland bezocht.
Het programma werd gepresenteerd door Yvonne van Gennip. De laatste aflevering werd omstreeks 2008 uitgezonden.